# 岡崎站前站
岡崎站前站（日语：／ Okazakiekimae eki */?）是一座位於愛知縣岡崎市，名古屋鐵道（名鐵）岡崎市內線和福岡線的車站（廢站）。
此站連接國鐵岡崎站。岡崎站位於此站東邊。
此條目同時記述舊・西尾線的岡崎新站（日语：／），該站在戰後併入岡崎站前站。

## 概要

### 岡崎站前站
- 此站設有2面2線的月台，設有列車交會設施。車站位於岡崎站東口的道路上。此站設有木造2層高站舍，站舍內設有岡崎乘務區，以便乘務員於該處交班。
- 在開業時的站名為「岡崎停車場」。改名為「岡崎站前站」的日期不詳。推測在岡崎電氣軌道時代改名[注 1]。
- 在此站與國鐵岡崎站之間設有貨物聯絡線，以讓貨運列車進入國鐵路段。
- 在此站與舊·西尾線之間設有聯絡線。部分舊・西尾線變為福岡線並重開，使該聯絡線有列車使用。

### 岡崎新站
- 此站設有2面2線的月台和1條引込線。站舍為西式2層高建築物。
- 該站與國鐵之間設有貨運業務，但是沒有聯絡線直接連接兩處，貨運列車需要經岡崎市內線的貨物聯絡線才能進入國鐵範圍。

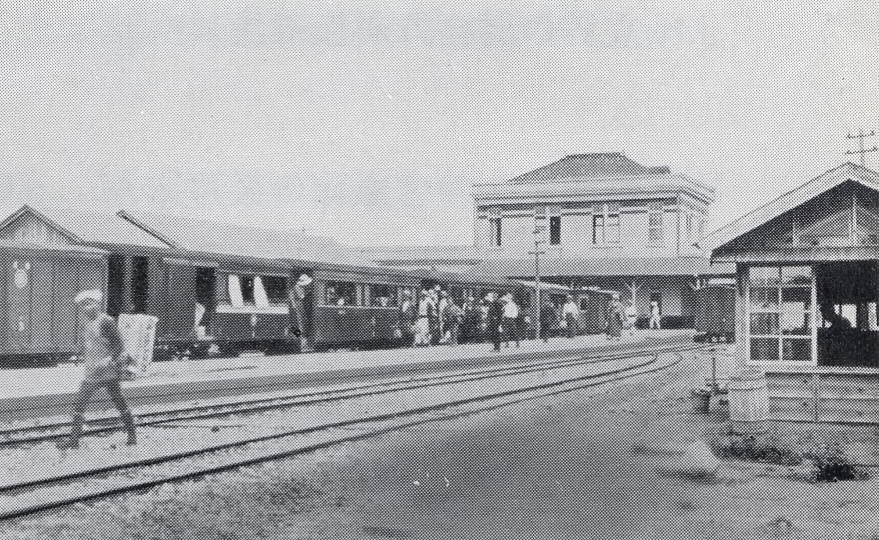
岡崎新站（大正末期）
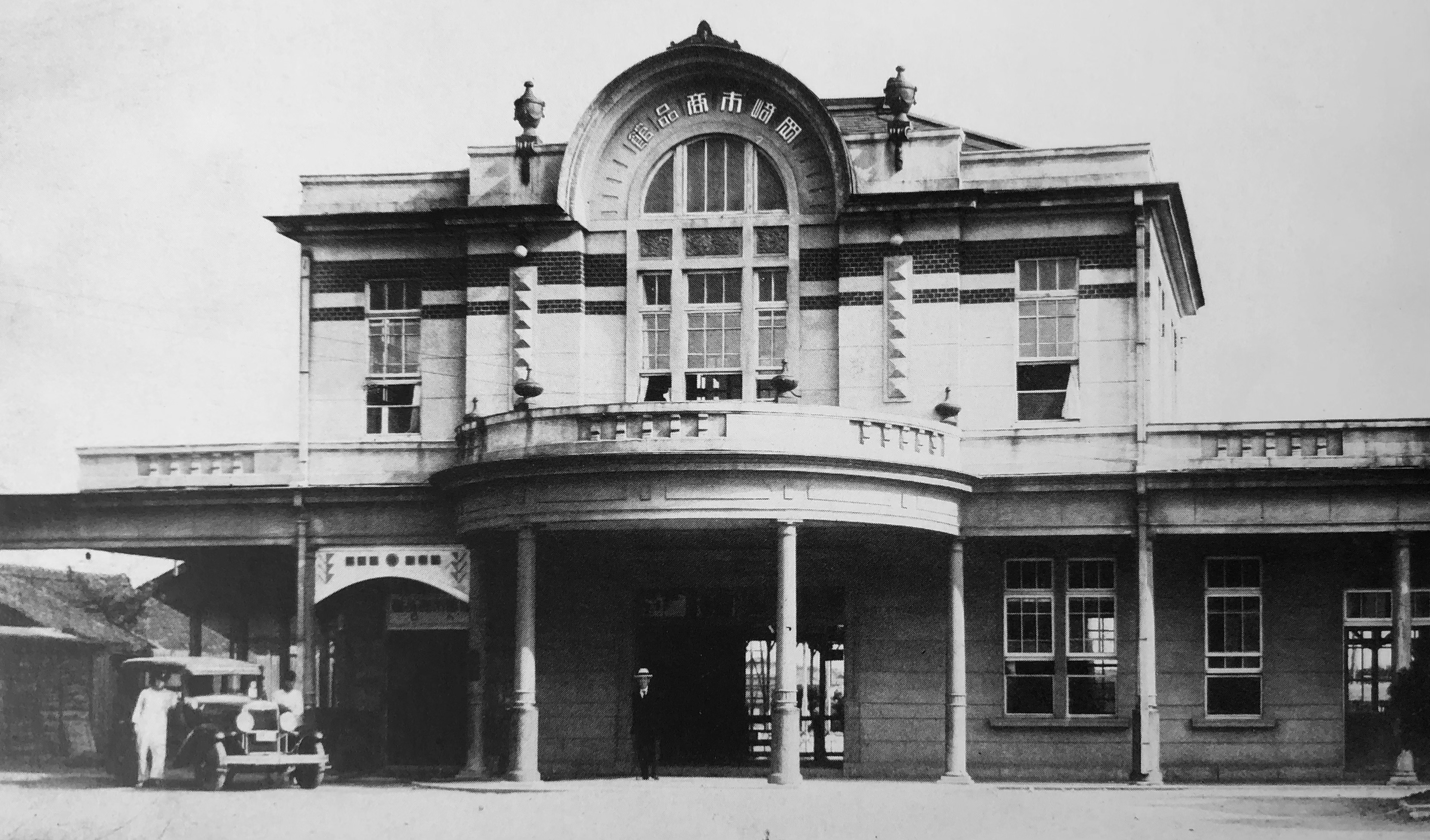
岡崎新站（昭和初期）

## 歷史

### 岡崎電氣軌道·三河鐵道「岡崎站前站」
- 1899年（明治32年）1月1日 - 「岡崎馬車鐵道」岡崎停車場啟用。當時鐵路的軌距為762mm和單線。
- 1911年（明治44年） - 公司計劃把鐵路電氣化，公司名稱改為岡崎電氣軌道[1][2]。
- 1912年（大正元年）9月1日 - 電氣化（600V）和改軌距（1067mm）工程完成。殿橋至岡崎停車場之間開始有電車行走[3]。
- 1922年（大正11年） -  殿橋至此站之間雙線化[4]。
- 1927年（昭和2年）7月19日：岡崎電氣軌道與三河鐵道合併，成為三河鐵道的車站[5][6]。
- 日期不詳 - 車站改名為岡崎站前站。
- 1941年（昭和16年）6月1日：三河鐵道與名古屋鐵道合併，成為名古屋鐵道的車站[5]。

### 西尾鐵道·愛知電氣鐵道「岡崎新駅」
- 1911年（明治44年）10月30日 - 「西三軌道」岡崎新站啟用。當時鐵路的軌距為762mm和非電氣化。
- 1912年（明治45年）1月25日 - 西三軌道改名為西尾鐵道。
- 1926年（大正15年）12月1日 - 西尾鐵道與愛知電氣鐵道（日语：愛知電気鉄道）合併，成為愛知電氣鐵道西尾線車站。
- 1929年（昭和4年）4月1日 - 西尾線岡崎新至西尾之間電氣化（600V）和改軌距至1067mm。
- 1935年（昭和10年）8月1日 - 愛知電氣鐵道與名岐鐵道合併為名古屋鐵道。成為名古屋鐵道的車站。
- 1943年（昭和18年）12月16日 - 西尾線岡崎新至西尾之間因成為不要不急路線而暫停營業。

### 岡崎市內線·福岡線「岡崎站前站」
- 1951年（昭和26年）12月1日 - 暫停營業的舊・西尾線岡崎新至西尾之間區間中，岡崎新至土呂之間重開，並且改名為福岡線及與岡崎市內線直通運行。自此，岡崎新站併入至岡崎站前站。
- 1962年（昭和37年）6月17日：岡崎市內線與福岡線福岡町至大樹寺之間廢除，此站被廢除[5][7]。

## 其他
- 岡崎站前站在廢除後變為道路的一部分。站舍遺址變為便利店。
- 岡崎新站站舍在昭和40年代前為日本通運岡崎分店，後來建築物被拆毀。月台遺址變為單車停泊場。

## 相鄰車站
名古屋鐵道
岡崎市內線·福岡線
北羽根（岡崎市內線）－岡崎站前－柱町（福岡線）
西尾線（舊線）
岡崎新－土呂

## 注腳